# Borhane Alaouié
Borhane Alaouié (àrab: برهان علوية, Burhān ʿAlawiyya) (Arnoun, Líban, 1 d'abril de 1941 - regió de Brussel·les-Capital, 9 de setembre de 2021) va ser un director de cinema libanès. Va dirigir deu pel·lícules des de 1975. La seva pel·lícula debut Kafr kasem es va presentar al 9è Festival Internacional de Cinema de Moscou on va guanyar un diploma. La seva pel·lícula de 1981 Beyroutou el lika va ser presentada al 32è Festival Internacional de Cinema de Berlín.

## Filmografia
- Kafr kasem (1975)
- Il ne suffit pas que dieu soit avec les pauvres (1978)
- Beyroutou el lika (1981)
- A Letter from a Time of War (1985)
- Lettre d'un temps d'exil (1990)
- Assouan, le haut barrage (1992)
- Harb El Khalij... wa baad (1993)
- A toi où que tu sois (1999)
- Khalass (2007)
- Mazen wal namla (2008)